# 周美 (宋朝)
周美，字之纯，灵州回乐（今宁夏吴忠市）人，北宋军事人物。
周美年轻时隶属于朔方军，以材武著称。李继迁攻克灵州，周美弃家至京师，入禁军，为宋真宗宿卫。宋仁宗时，历任延州兵马都监、鄜延路兵马都监、副总管、副都总管等职，在边地与西夏兵前后十余战，多有战功，被经略使范仲淹、庞籍等人赞誉。后召入朝，被升擢为马军副都指挥使。善于安抚将士，所得赏赐都分与部下。去世时，家无余财。享年七十六岁，赠忠武军节度使，谥忠毅。